# Marcus Fagerudd
Marcus Fagerudd, född 17 november 1992 i Jakobstad, är en finlandssvensk professionell ishockeyback som spelar för HC Vita Hästen i hockeyallsvenskan. Sedan 2011 har Fagerudd spelat för det mesta i Sverige. Han har tidigare spelat för Södertälje, Djurgården, Ilves, Asplöven HC, Mora IK, Luleå HF, Tønsberg Vikings, Bofors IK, Ässät och IFK Lepplax i sin karriär.